# Tekken Revolution
Tekken Revolution (яп. 鉄拳レボリューション Тэккэн Рэборю:сён) — компьютерная игра в жанре файтинг, часть серии видеоигр Tekken, разработанная и выпущенная японской компанией Bandai Namco Entertainment 11 июня 2013 года в Соединённых Штатах Америки и спустя день — в Японии и странах Европы. Tekken Revolution была издана эксклюзивно для консоли Sony PlayStation 3 и была доступна для загрузки в онлайн-магазине PlayStation Store. Это вторая игра в серии (первая — мобильная Tekken Card Tournament), которая распространялась методом free-to-play, при этом для возможности играть Tekken Revolution требовала постоянного подключения к интернету. С момента релиза поддержка файтинга продлилась почти четыре года, до 21 марта 2017 года, когда Tekken Revolution была официально закрыта и игровые сервера стали недоступны.
Игра была создана с использованием ассетов из предыдущей крупной части серии — Tekken Tag Tournament 2, в числе которых персонажи, в том числе их внешний вид и список приёмов, а также арены. Тем не менее, ключевая механика Tag Tournament 2 — парные бои два на два — в игре отсутствовала, вместо этого предлагая классические бои один на один. Несмотря на то, что в целом игровой процесс, в сравнении с предыдущими играми серии, не изменился, в Tekken Revolution были добавлены два новых типа приёмов: особые и критические, которые наносят гораздо больше урона, чем остальные атаки. Была добавлена возможность повышать отдельные характеристики персонажей: силу, выносливость и энергию. На момент выхода игра предлагала на выбор восемь бойцов, остальные добавлялись в обновлениях в качестве загружаемого контента. Всего в игре 28 играбельных персонажа и шесть неиграбельных босса.

## Игровой процесс

Ларс против Маршалла. Ларс использует один из своих критических приёмов.

В Tekken Revolution был реализован новый метод игры, однако в целом игровой процесс не изменился и похож на предыдущие игры серии. В игру добавлены два новых типа приёмов: особые и критические; у каждого персонажа по четыре критических приёмов и один особый. Критические удары наносят больший урон, чем обычные атаки, а особые — дают временную неуязвимость и также наносят большой урон. Каждый критический приём сопровождается индивидуальным эффектом (см. иллюстрацию). В обновлении от 16/24 июля эффекты были убраны, и единственным образом вернуть их обратно, стала их покупка в PlayStation Store. Также, в отличие от других игр серии, стало возможным повышать отдельные харастеристики персонажей. Всего их три: Сила (англ. Power) увеличивает урон от атак; Выносливость (англ. Endurance) увеличивает количество очков жизни; Энергия (англ. Vigor) увеличивает возможность возникновения критического приёма. По мере прохождения игры, игрок зарабатывает очки опыта, благодаря которым можно переходить на новый уровень (система схожа с системой рангов). По достижении нового уровня появляется возможность повысить способности персонажей на четыре отметки. Чтобы повысить характеристики персонажа, игрок должен тратить игровые деньги. Однако каждый раз «стоимость» таких улучшений увеличивается. Одну характеристику можно обновлять 200 раз. Также существуют Напитки сбрасывания (англ. Reset Drinks), которые позволяют сбросить повышенные характеристики и вернуть себе потраченные на повышение очки опыта, которые можно потратить на повышение другой характеристики. Напитки сбрасывания можно купить в PlayStation Store.
В игре присутствует стандартный аркадный режим (англ. Arcade Mode), где игроки сражаются с персонажами под управлением искусственного интеллекта. Режим разминки (англ. Warm-Up Space) который представляет собой обычный режим тренировки, где игрок может отточить свои навыки и просмотреть список приёмов персонажа, онлайн режимы (англ. Online Vs) ранговый бой (англ. Rank Match) и похожие игроки (англ. Player Match), которые позволяют игрокам сразиться друг с другом через интернет, а также меню PlayStation Store, где игроки могут купить разные дополнения, такие как Напитки сбрасывания, элитные монеты, костюмы для персонажей и оригинальные эффекты для критических атак.
Также игра использует новую для серии систему монет, которая используются для участия в боях. Каждая монета добывается по-разному, однако большинство из них накапливаются по истечении определённого количества времени. По достижении максимального количества монет, они перестанут начисляться, пока хотя бы одна не будет потрачена. Всего в игре три монеты и один билет:
- Аркадная монета (англ. Arcade Coin) — используется для игры в аркадном режиме. За каждый час начисляется одна аркадная монета. Всего может быть максимально заработано две монеты. Одна монета отнимается по завершении аркадного режима или проигрыша в том же режиме.
- Боевая монета (англ. Battle Coin) — используется для игры в ранговом режиме и режиме похожих игроков. За каждые 30 минут игры начисляется одна боевая монета. Всего может быть максимально заработано пять монет.
- Премиум-монета (англ. Premium Coin) — может использоваться для игры во всех режимах. Это специальные монеты, которые могут быть куплены в PlayStation Store. Всего может быть максимально куплено 999 монет.
- Премиум-билет (англ. Premium Ticket) — может быть использован для игры во всех режимах. Билет может быть дан в качестве извинения, если во время игры в любом из онлайн-режимов произойдёт ошибка и связь между сражающимися игроками исчезнет или ещё в ряде других случаев, таких как прохождение аркадного режима 30 раз, несколько побед подряд в онлайновых режимах, достижение ста побед и т. п. Всего может быть максимально заработано 999 билетов[7].

Игра использует много элементов из Tekken Tag Tournament 2, например, часть арен, элементы главного меню и сетевого режима, а также рендеры персонажей. Однако некоторые взятые элементы отличаются от оригинала. Так действие арены Sakura Schoolyard (рус. «Сакура на школьном дворе») происходит не днём, как в TTT2, а во время заката.

### Персонажи
Всего в игре 34 персонажа, восемь доступных с начала игры, двадцать открываемых и шесть неиграбельных босса. Хэйхати и Дзимпати появляются до боя с Огром, как в Tekken Tag Tournament 2, однако так как в Tekken Revolution отсутствует таг функция, появляется либо Хэйхати, либо Дзимпати. Разработчики также заявили, что в будущем будет гораздо больше персонажей, которые будут распространяться в качестве бесплатного загружаемого контента.
Доступ к открываемым персонажам можно получить, набирая подарочные очки. Они даются после завершения боя. На нормальной сложности в аркадном режиме при победе в бою, игрок получает 10 подарочных очков, за победу над финальным боссом — 30, в онлайн-режимах — 100. Для открытия нового персонажа, игроку требуется набрать определённое количество подарочных очков — 1000, 7000, 30 000, 60 000, 90 000 и т. д. Однако открываются персонажи в разброс, то есть без какой-либо последовательности.
| - Алиса Босконович (открываемый персонаж) - Асука Кадзама - Армор Кинг (открываемый персонаж) - Боб Ричардс (открываемый персонаж) - Брайан Фьюри (открываемый персонаж) - Джек-6 - Дзин Кадзама (открываемый персонаж) - Дзимпати Мисима (неиграбельный, босс) - Дзюн Кадзама (открываемый персонаж) - Дьявол Дзин (открываемый персонаж) - Кадзуя Мисима/Дьявол - Кинг II | - Киндзин (неиграбельный, босс) - Кристи Монтейру (открываемый персонаж) - Кума (открываемый персонаж) - Кунимицу (открываемый персонаж) - Ларс Александерссон - Лео Клиссен (открываемый персонаж) - Ли Чаолан (открываемый персонаж) - Лили Рошфор - Лин Сяоюй (открываемый персонаж) - Маршалл Ло - Мигель Кабальеро Рохо (открываемый персонаж) - Мокудзин (неиграбельный, босс) | - Огр (неиграбельный, босс) - Нина Уильямс (открываемый персонаж) - Пол Феникс - Сергей Драгунов (открываемый персонаж) - Стив Фокс (открываемый персонаж) - Тецудзин (неиграбельный, босс) - Фэн Вэй (открываемый персонаж) - Хваран (открываемый персонаж) - Хэйхати Мисима (неиграбельный, босс) - Элиза (открываемый персонаж) |

## Разработка
Впервые о разработке игры стало известно 14 апреля 2013 года, когда австралийская аттестационная комиссия OFLC присудила ещё неанонсированной на тот момент Tekken Revolution возрастной рейтинг «M». Также на сайте классификационного органа было указано, что Tekken Revolution будет мультиплатформенной игрой, что однако не подтвердилось. Официально игра была анонсирована 9 июня 2013 года, и стала доступна для загрузки в PlayStation Store 11 июня в Северной Америке, и 12 июня в Японии и Евросоюзе.
2 июля в игру были добавлены два новых персонажа — Дзин Кадзама и Лин Сяоюй, в честь миллиона загрузок Tekken Revolution в PlayStation Store.
12 июля, разработчики открыли голосование на Facebook, для выбора новых персонажей для Tekken Revolution. Цель голосования заключалась в том, чтобы фанаты серии проголосовали за одного из десяти персонажей, которых ранее планировалось включить в серию, но по тем или иным причинам от этих идей отказались. В голосовании были представлены такие персонажи как молодая Девушка-вампир, Невеста-зомби, Син Камия из Tekken: Blood Vengeance и т. п. Голосование завершилось 14 июля; скетчи выбранных опросом персонажей будут представлены на San Diego Comiс-Con, где разработчики вместе с продюсером серии Кацухиро Харадой и фанатами серии выберут лучшего персонажа и его скетч, на основе которого будет создаваться персонаж.
16 июля разработчики выпустили обновление для японских версий игры (24 июля для Европы и в конце месяца для Северной Америки), которое включало в себя режим тренировки, возможность отключить модифицированные характеристики персонажей в режиме похожих игроков, возможность изменять уровень сложности в аркадном режиме (обычный, сложный, очень сложный), четырёх секретных боссов (Мокудзин, Тецудзин, Киндзин и золотая версия Огра), и двое новых персонажей — Хваран и Сергей Драгунов, все противники в аркадном режиме стали с повышенными характеристиками, а также были добавлены новые загружаемые материалы: Напитки сбрасывания, оригинальные эффекты и костюмы для персонажей, которые можно приобрести в PlayStation Store.
19 июля, на San Diego Comiс-Con были показаны итоги голосования на Facebook и из трёх победивших персонажей в голосовании, победителем стала Девушка-вампир; второе место заняла Девушка из «Tekken Force»; третье — Син Камия. В качестве бонуса был показан скетч Невесты-зомби, которая заняла четвёртое место. Также было объявленно, что скоро в игру будут добавлены новые костюмы, арены, персонажи, премиум-эффекты и режим кастомизации.
Со 2 августа по 4 августа в японской и европейской версиях (с 6 по 8 августа в американской версии) проходило событие под названием «Фестиваль Мокудзин» (англ. Mokujin Festival) во время которого в игру был добавлен временный режим «Натиск Мокудзин» (англ. Mokujin Rush). Для игры в режим требовались специальные билеты Мокудзин, которые можно было заработать в онлайн режимах. За определённое количество побед над Мокудзинами давались определённые призы. Так за 5 побед даётся 2 000 подарочных очков, за 10 — 5 000, за 20 — 100, 000 игровых денег, за 30 — 100 000 подарочных очков и т. д. Также была увеличена вероятность появления Мокудзина, Тецудзина и Киндзина в аркадном режиме.
9 августа в игру были добавлены два новых персонажа: Кунимицу и Дьявол Дзин.
22 августа на официальной странице Tekken в Facebook было анонсировано новое обновление, которое стало доступно в сентябре. Оно включает в себя новые арены, костюмы, премиум-эффекты и четырёх новых персонажей: Фэн Вэя, Нину Уильямс, Мигеля Кабальеро Рохо и Куму. Обновление стало доступно 6 сентября 2013 года для японской версии игры, 11 сентября для европейской и 23 сентября для американской.

## Восприятие
| Сводный рейтинг    | Сводный рейтинг |
| Агрегатор          | Оценка          |
| ------------------ | --------------- |
| GameRankings       | 71,50 %         |
| Metacritic         | 70/100          |
| Иноязычные издания |                 |
| Издание            | Оценка          |
| Edge               | 6/10            |
| GameZone           | 8,0/10          |
| WorthPlaying       | 8,0/10          |

Tekken Revolution получил смешанные отзывы. Edge отметили попытку Bandai Namco довести серию обратно к своим «аркадным» корням, но критиковали игру, назвав её разбавленной версией Tekken Tag Tournament 2 и её pay-to-win природу.